# アントン・ペッフェンハウゼル
アントン・ペッフェンハウゼル( Anton Peffenhauser 又は Anton Pfeffenhauser, 1525年 - 1603年)は、アウクスブルクの鎧鍛冶職人。
同時代の他の鎧職人とは異って、彼は各国の宮廷からの誘いを断りパトロン無しで鎧を制作・販売していた。

## 略歴
1525年バイエルン州で生まれた。母方の祖父は画家のアントン・リーデル(Anton Rieder)。
中世ドイツの大都市アウクスブルクにある鎧鍛冶の名門ヘルムシュミート家で、デジデリウス(Desiderius Helmschmied, 1513-1579)の下で見習いをしていたと考えられている。
1545年アウクスブルク鎧鍛冶ギルドのマイスターとなり、同年レギーナ・マイクスネル(Regina Meixner)と結婚。のちにその妻が亡くなり、1560年レギーナ・エルテル(Regina Ertel)と再婚した。
墓碑銘には『2人の妻との間に14人の子供』と書かれ、8人の男児と6人の女児、男1人女2人、そして教皇と領主を連想させる人物の絵が描かれている。

## 制作物
同時代の職人イェルク・ゾルクのデザイン帳によると、ペッフェンハウゼル初期の製作は1550年となっている。
 —  イェルク・ゾルク(Jörg Sorg, 1522-1603)はアウクスブルクのエッチング職人。デジデリウスは彼の母方のおじにあたる。高級な甲冑の表面にエッチングによる模様を装飾する職人で、ペッフェンハウゼルの作品も手がけている。
- カール5世の葬送用の兜(1559年) — 司教区博物館蔵
- ヨハン・ヴィルヘルムの鎧(1565年) — メトロポリタン美術館蔵
- コンポジット･アーマー(1570年) — スタテン島博物館蔵

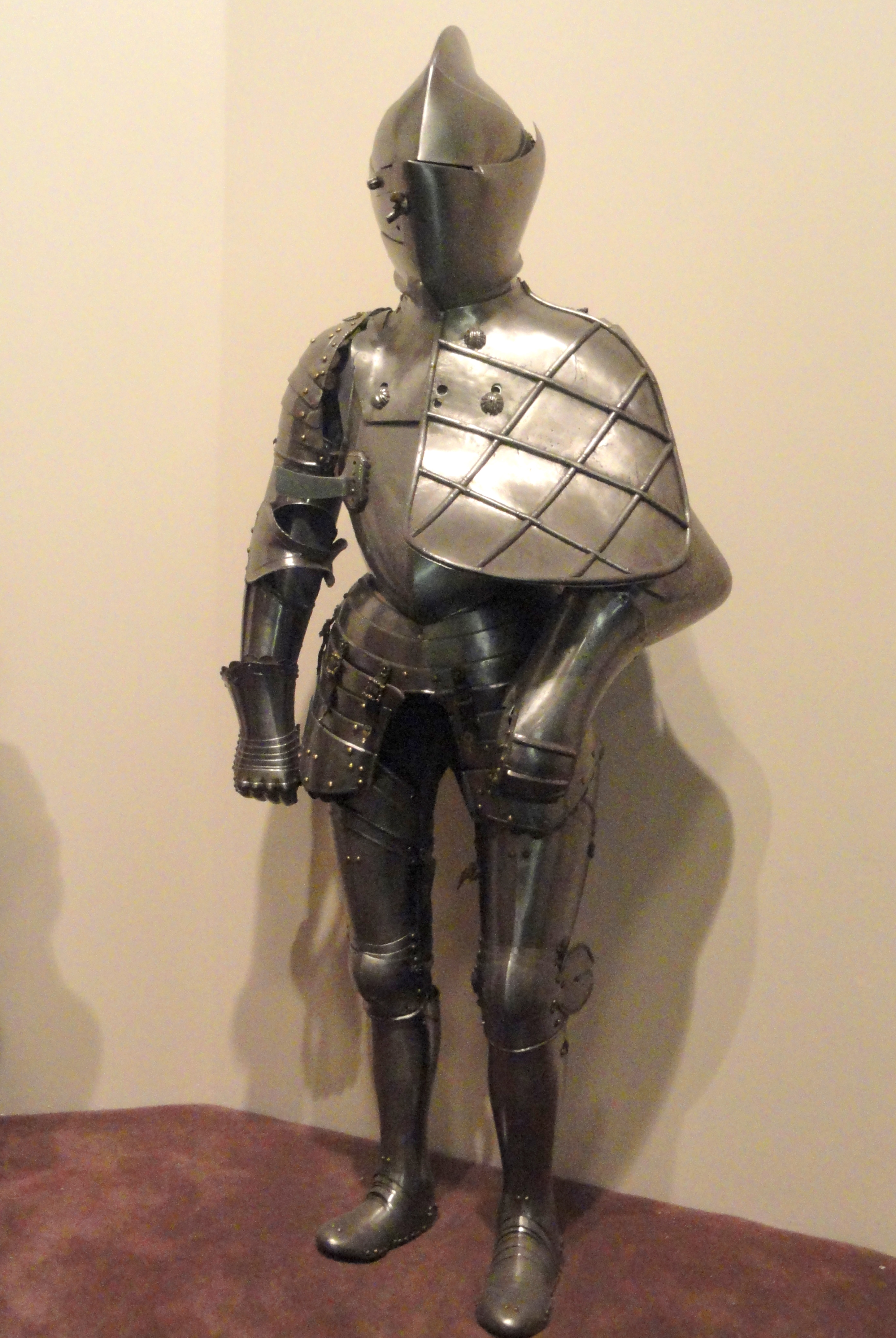
ヒギンス・アーモリー博物館蔵 — ジョスト競技用の鎧

- ジョスト競技用コンポジット･アーマー(1575-1575年)  — ヒギンス・アーモリー博物館蔵
- ルドルフ2世のジョスト競技用の鎧(1575年) — ウィーン博物館カールスプラッツ蔵
- フル･アーマー(1580年) — ウォレス・コレクション蔵
- 騎乗・徒歩兼用の鎧(1585年) — ドレスデン美術館蔵
- クリスティアン1世のトーナメント競技用の鎧(1588年) — ドレスデン美術館蔵

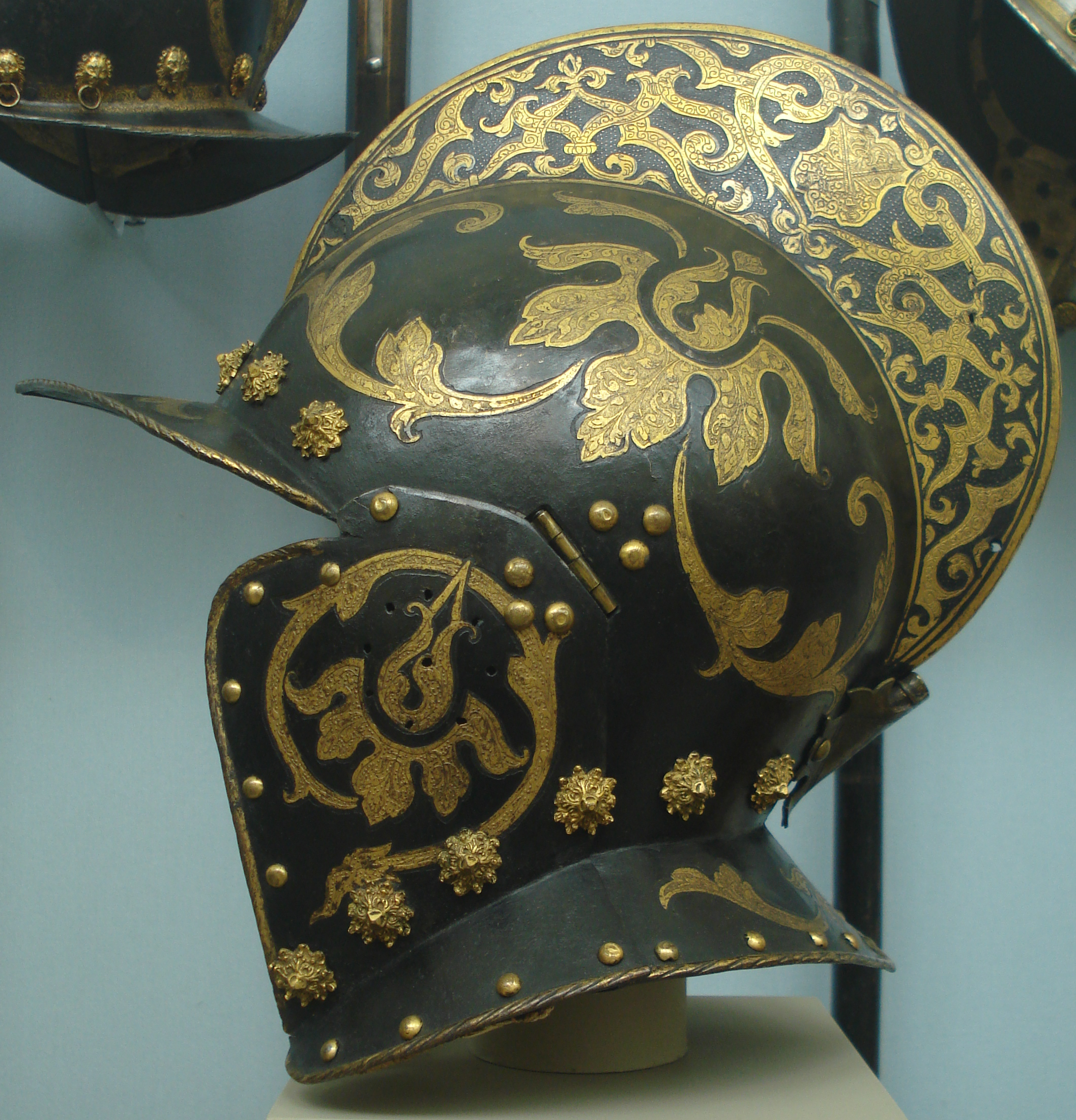
フィラデルフィア美術館蔵 — クリスティアン1世用バーゴネット

- クリスティアン1世の兜(1586-1591年) — フィラデルフィア美術館蔵
- パレード用の鎧と馬の鎧(1591年) — ドレスデン美術館蔵

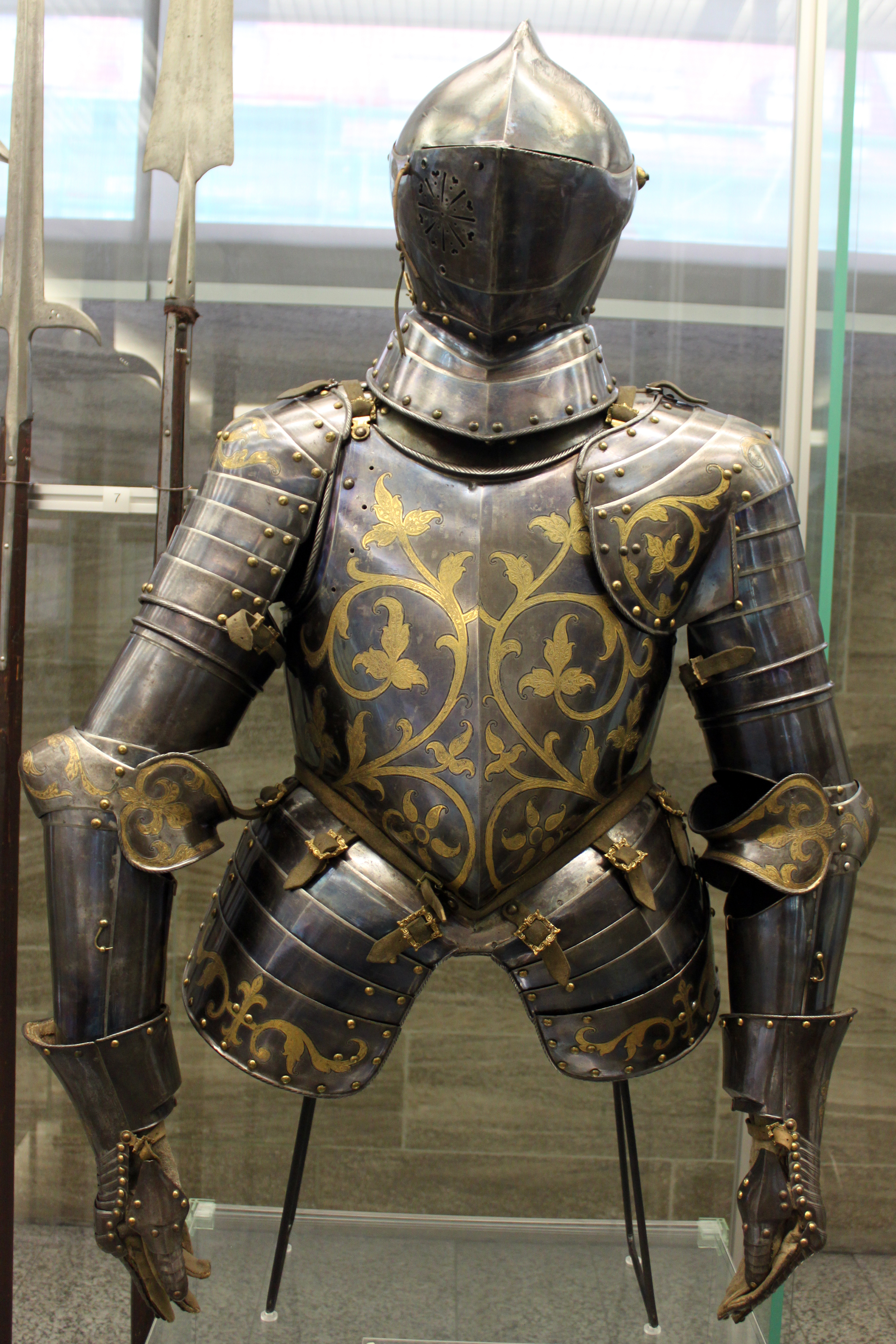
ゲルマン国立博物館蔵 — クリスティアン1世用半甲冑12領のうちの一つ

- クリスティアン1世の12領の鎧(1591年) — メトロポリタン美術館、ロイヤル･アーモリーズ博物館、デトロイト美術館、ゲルマン国立博物館蔵

 —  夫人であるゾフィーは表面の花模様が異なる12領の鎧を、夫へのクリスマスプレゼントとして発注した。夫はその年の9月に他界したが、ペッフェンハウゼルはその12領を約束通り納品した。作品は金細工が映えるよう、表面が黒染めされた。
- 子供用の鎧(1592年以前, 1594年) — ドレスデン美術館蔵
- セバスティアン1世のプレート・アーマー — マドリード王宮の王立武具博物館蔵

ペッフェンハウゼルはパトロンを持たず各地の諸侯から直接注文を受けて製作していた。
また、他の甲冑師が作った物を買い取り、海外へ輸出する貿易商としても知られていた。
制作した甲冑には自らを示すイニシャルをかたどったマークを入れたり、マークの無い物には書類をつけ、今で言うブランド化を行っていた。

## ライバル達の隆盛と鎧鍛冶ギルドの衰退
ペッフェンハウゼルが活躍する16世紀後半は、腕のたつ鎧鍛冶職人がたくさん活躍しており、彼らにはパトロンがいた。
彼らが作っていた美しい甲冑は、製作地域によってスタイルが異なるため大きくドイツ式、ミラノ式、グリニッジ式と分類される。
以前はミラノ産が高級品として扱われていたが、技術の向上で他地域の物も遜色なく扱われるようになった。
それらは一般兵士のシンプルな鎧とは違って、戦闘に使われるよりもパレードや結婚式等の式典に使われ、権威の象徴あるいは外交上友好の品として扱われていた。
 — 例えば徳川家の甲冑師岩井与左衛門の当世具足がイギリス王室に贈られ、現在はロンドン塔のライン･オブ・キングスに並んで展示されている。
多くは王侯貴族に購入されるため、パトロンの支持によって甲冑製作は発展した。
- ドイツ南東部ニュルンベルクのクンツ・ロホネル(Kunz Lochner, 1510-1567) — 神聖ローマ帝国、ザクセン選帝侯、ポーランド王など[4]。
- インスブルックのイェルク・ゾイゼンホーフェル(Jörg Seusenhofer, 1505頃-1580) — ハプスブルク家のフェルディナント1世とフェルディナント2世。
- ドイツ南東部ミュンヘン郊外、ランツフートのウォルフガング・グロースヘーデル(Wolfgang Großhedel, 1517-1562)とその息子フランツ・グロースヘーデル(Franz Großhedel, 生没年不詳) — フェリペ2世、ハプスブルク家、ヴィッテルスバッハ家、ザクセン選帝侯など。
- ミラノの鎧鍛冶の名門ネグローリ家のフィリッポ(Filippo Negroli, 1510-1579) — カール5世、フランソワ1世、スペイン軍の司令官フランチェスコ･フェルディナンド・ドール=アバロス(後にミラノ公国の司政官、シチリア総督、金羊毛騎士団の騎士)など。
- ロンドンのジェイコブ・ハルダー(Jacob Halder, 1558-1608) — イングランド王家のテューダー家など。
- マトイス・フラウエンプロイス(Matthäus Frauenpreis, 1530-1574) — ペッフェンハウゼルと並び称される甲冑師。デシデリウスの下で修行。ペッフェンハウゼルと同様、税金を納めていた記録がある。

中世から続くギルド制度は特権集団としての色合いを濃くしていった(例えば、ロンドンのギルドが反発するためヘンリー8世はグリニッジに工房を建てた)。
年々甲冑の製作技術や芸術性が向上する一方で、その必要性はしだいに薄れていった。
その理由は定かではないが、エリザベス1世、フェリペ2世、ルイ14世、ジグムント3世など絶対王政が確立していく中、戦争のスタイルや貴族・民衆の生活は変化し、人々の関心事は変化していた。
戦争のスタイル性能向上した銃での戦い、ランツクネヒトやスイス傭兵部隊による職業的兵士の増加、領土による経済規模拡大よりも大航海貿易による莫大な収益、ヨーロッパ圏内の対立を上回るオスマン帝国の脅威など。
貴族・民衆の生活カトリックとプロテスタントの対立の激化、トーナメント競技会・鷹狩の娯楽性は絵画・彫刻・宮廷料理へ、限られた人しか読めなかった本はラテン語から母国語へ、印刷物の増加、多くの思想家が出現、圧政に苦しむ民衆暴動の増加、シェイクスピアによる演劇の人気、異教徒への怖れと魔女狩りなど。
後にペッフェンハウゼルの工房は、孫のヴィルヘルム(Wilhelm Peffenhauser, 1624-1683)の時代には時計メーカーとして知られるようになる。
ペッフェンハウゼルが活躍する時代は技術の向上と甲冑製作衰退が同時に進行する時期であり、パトロンを持たず自らの技術と信用を頼りに商売する姿勢は、時代を生き抜く知恵だったと考えられる。

## 参考
- 三浦權利『騎士と甲冑』(株)大陸書房、1985年6月5日。
- 馬の博物館『中世のウィーン 壮麗な騎士たち ハプスブルク家における騎馬甲冑の美 春季特別展』馬事文化財団、1998年。
- 三浦權利『図説 西洋甲冑武器事典』柏書房株式会社、2000年2月25日。
- 石井理恵子『英国男子甲冑コレクション』新紀元社、2014年11月13日。